# 秦泉寺廃寺跡

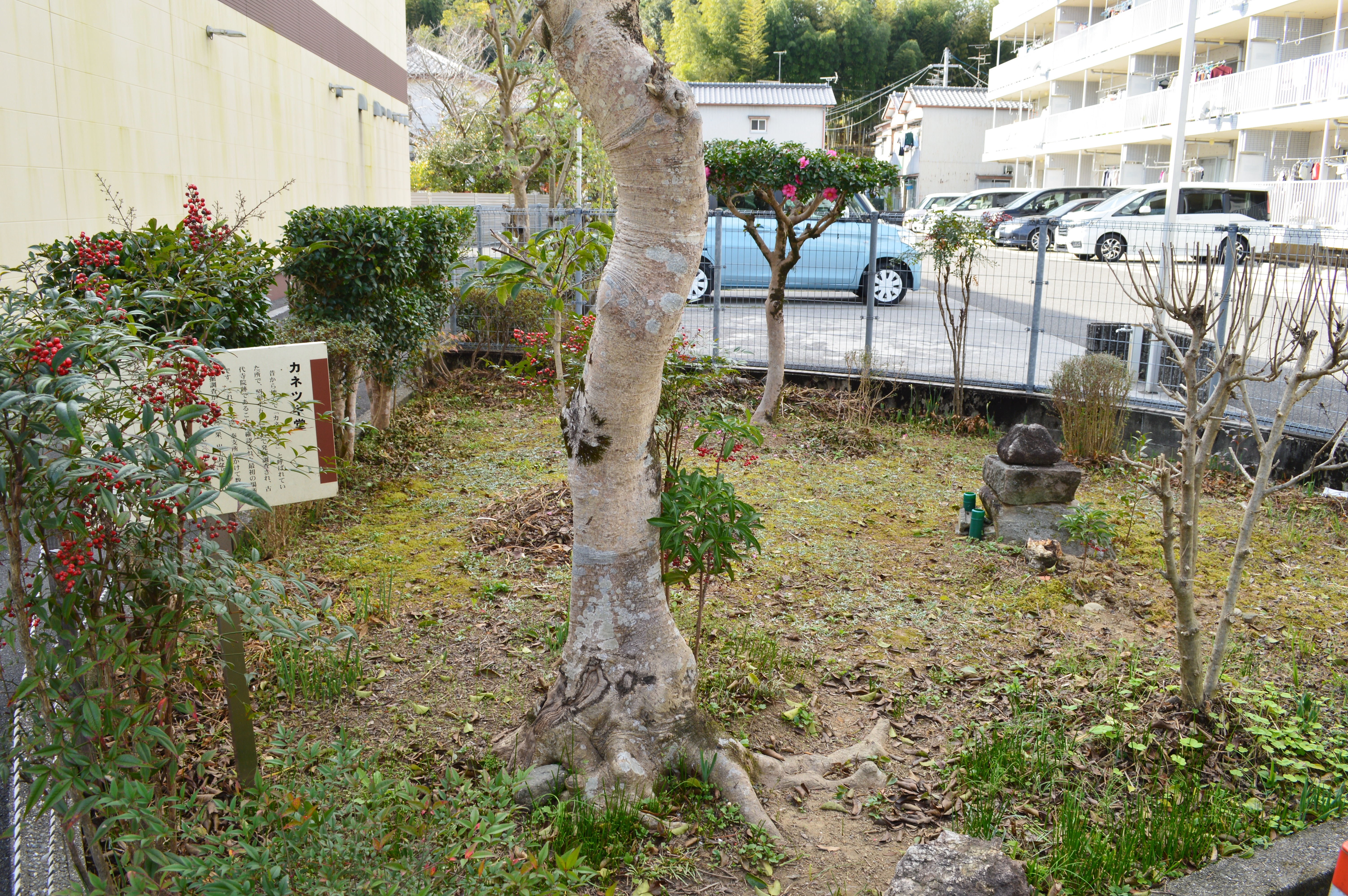
カネツキ堂1940年（昭和15年）の秦泉寺廃寺跡に関する最初の発掘調査地。

秦泉寺廃寺跡（じんぜんじはいじあと）は、高知県高知市中秦泉寺にある古代寺院跡。史跡指定はされていない。

## 概要
高知県中部、愛宕山西方の扇状地に位置する。「秦泉寺廃寺」の寺名は一帯の「秦泉寺」の地名に由来するが、本来の寺名は明らかでない。これまでに8次の発掘調査が実施されている。
発掘調査では主要伽藍の検出には至っていないが、寺院関連遺構および多量の瓦が検出されており、飛鳥時代末（白鳳期）の7世紀末葉頃の創建と推定される。その後、奈良時代を通して継続し、平安時代前期頃に廃絶したと見られる。高知県内では比江廃寺跡と並ぶ最古級の白鳳寺院であり、かつ土佐国土佐郡では唯一の古代寺院になるとして重要視される寺院跡である。

## 歴史

### 古代
創建は不詳。発掘調査では伽藍の遺構は未検出であるが、出土瓦・出土土器の様相によれば飛鳥時代末（白鳳期）の7世紀末葉頃の創建と推定される。
土佐国土佐郡では唯一の古代寺院であり、西約4キロメートルの土佐神社や土佐郡衙推定地・土佐神社とともに土佐郡の政治拠点の1つと想定される。「秦泉寺」の地名から「秦泉寺」という寺名の寺院とする説や、土佐郡では唯一の寺院であることから土佐郡衙関連寺院とする説、秦泉寺の「秦」から古代氏族の秦氏による建立とする説などが挙げられているが、現在までに詳らかとしない。
一帯では吉弘古墳をはじめとする秦泉寺古墳群の分布によって6世紀頃からの古代豪族の存在が認められており、こうした古代豪族が寺院建立の背景になったと推定される。また古代の汀線は南約200メートルの愛宕山付近までと推定されており、愛宕山西側の入り江を港（大津・小津に対して「中津」と称された）とする水運上の要衝であったとされる。
なお、秦泉寺廃寺と同系統の瓦は大寺廃寺跡（高知市春野町）でも出土しているが、大寺廃寺跡の所在する吾川郡では『正倉院南倉大幡残欠』の「郡司擬少領无位秦勝国方」の記述から秦氏系の郡司が存在したと見られており、この点からも秦泉寺廃寺と秦氏との関係性が指摘される。
その後、平安時代前期頃に廃絶したと推定される。

### 中世・近世
中世期、『阿波国徴古雑抄』収録の乾元2年（1303年）の『那賀郡木頭村伊瀬権現夢想旧記』では「土州秦泉寺」とする記載が知られる（「秦泉寺」の文献上初見）。
天正16年（1588年）の『長宗我部地検帳』には「秦泉寺郷地検帳」に土地の詳細が記載されている。
江戸時代、『南路志』では「当国古瓦出所」の1つとして土佐郡秦泉寺村秦泉寺跡が紹介されており、江戸時代後期には寺院跡として知られていた。

### 近代以降
近代以降の変遷は次の通り。
- 1940年（昭和15年）、発掘[4]。
- 1975年度（昭和50年度）、第1次調査（秦泉寺廃寺跡発掘調査団、1975年に概報刊行・1977年に報告書刊行）。
- 1977年度（昭和52年度）、第2次調査（秦泉寺廃寺跡発掘調査団、1977年に報告書刊行）。
- 1982-1983年度（昭和57-58年度）、第3次調査（秦泉寺廃寺跡発掘調査団・高知市教育委員会、1984年に報告書刊行）。
- 1991-1993年度（平成3-5年度）、第4次調査（高知県文化財団埋蔵文化財センター、1994年に報告書刊行）。
- 1998年度（平成10年度）、第5次調査（高知市教育委員会、2002年に報告書刊行）。
- 2000年度（平成12年度）、第6次調査（高知市教育委員会、2004年に報告書刊行）[3]。
- 2016年度（平成28年度）
  - 第7次調査（高知市教育委員会、2018年に報告書刊行）[2]。
  - 第8次調査（高知市教育委員会）。

## 遺構
これまでの発掘調査では、寺域の規模および伽藍配置は明らかでない。第1次・第2次調査で報告された金堂・講堂等の遺構は、第4次調査によれば後世のものとされており、既調査範囲の東側の未調査部分に主要伽藍が存在すると想定される。主要伽藍は未検出であるが、寺院関連遺構および多量の瓦が出土しており、おおよその時期が想定されている。
発掘調査で検出された遺構群は、主軸方位が真北に近いA群と、その他のB群に大別される。B群はA群に先行する飛鳥時代の7世紀前葉-後葉頃で、建物群・竪穴遺構が認められており、寺院建立以前に寺院建立へとつながる集落・施設が営まれるようになったとされる（先行する古墳時代後期の遺構・遺物は検出されていない）。A群は飛鳥時代末の7世紀末葉頃以降で、区画溝・建物群が認められており、7世紀末頃に寺院が建立されるとともに方位規制がなされたと見られる。瓦の文様・製作技法には阿波地方南部・讃岐地方との関係が認められるが、土佐国分寺・比江廃寺跡との関係を積極的に示す瓦は認められていない。廃絶時期については、出土土器の様相から平安時代前期頃と推定される。

## 関連文献
（記事執筆に使用していない関連文献）
- 『高知市秦泉寺廃寺発掘調査 第1次調査概報』高知市教育委員会、1975年。 - リンクは奈良文化財研究所「全国遺跡報告総覧」。
- 『秦泉寺廃寺 -第1次・第2次調査-』高知市教育委員会、1977年。 - リンクは奈良文化財研究所「全国遺跡報告総覧」。
- 『秦泉寺廃寺跡 -第3次発掘調査-（高知市文化財調査報告書 第5集）』高知市教育委員会、1984年。 - リンクは奈良文化財研究所「全国遺跡報告総覧」。
- 『秦泉寺廃寺跡発掘調査報告書 -県道高知本山線道路改良工事に伴う発掘調査報告書-（高知県埋蔵文化財センター発掘調査報告書 第18集）』高知県文化財団埋蔵文化財センター、1994年。 - リンクは奈良文化財研究所「全国遺跡報告総覧」。
- 『秦泉寺廃寺（第5次調査） -店舗建設に伴う発掘調査報告書- 附 高知城北側外堀石垣の調査（高知市文化財調査報告書 第25集）』高知市教育委員会、2002年。 - リンクは奈良文化財研究所「全国遺跡報告総覧」。